# 龍鼓水道
龍鼓水道（りゅうこすいどう）は、香港の主要な水道で屯門区の南岸と大嶼山の北岸の間の広い海域である。西端は伶仃洋と珠江、東端は汲水門（急水門）と馬湾海峡につながっている。この海峡は南中国海、ヴィクトリア港から珠江流域、澳門の地域の重要な水道になっている。
水道には大磨刀洲や小磨刀洲のような島嶼が多数あるので一般には北側を沿って通航する。その島のひとつである赤鱲角は1990年代に干拓によって土地を広げて香港国際空港の敷地になった。